# 王训 (南梁)
王训（511年—536年），字怀范，小字文殊，琅邪郡临沂县（今山东省临沂市）人，南齐太尉、南昌文宪公王俭之孙，南梁侍中、尚书左仆射、领国子祭酒王暕之子，南梁官员。

## 生平
王训生下来是紫色的胎盘，做老师的老妇人说“按相法，这孩子将会显贵”。王训自幼聪明机警有见识气量，隐士何胤与僧正惠超见到他后都觉得惊异，惠超对弟子罗智国说：“四郎眉目俊爽，举止文雅有风度，这是能振兴家族门第的人。”罗智国将这番话告诉王暕，王暕也说：“家族的根基不会败坏，就指望着文殊了。”王训虚龄十三的时候，父亲王暕去世，王训哀伤过度而损害身体，连家人都认不出他了。王训虚龄十六时，梁武帝萧衍在文德殿召见他，王训的回答爽朗透彻，梁武帝在他离开后目送了很久，梁武帝对朱异说：“可以说是宰相之家又出了宰相。”王训后补授为国子生，向授课老师袁昂问候，袁昂说：“早就知道了你的盛名，想象着你的形象，今日得见你的仪容举止，好像拨开云雾。”不久袁家的子弟也来了，袁昂对助教老师们说：“我有十几个儿子，如果有一个像他这样，就没有遗憾了。”王训通过考试名列前茅，出任秘书郎，屡次升迁为秘书丞，转任宣城王萧大器文学、宣城王友、太子中庶子，掌管书记。王训曾赋诗说：“旦奭匡世功，萧曹佐甿俗。”表达了追慕追念祖父王俭的志向。王训不久升任侍中，入朝拜见梁武帝，梁武帝不慌不忙的向何敬容询问说：“褚渊多少岁做到宰相？”何敬容回答说：“稍微超过三十岁。”梁武帝说：“今日的王训，不亚于褚渊。”
王训容貌仪表美丽，善于进退举止，文章为年轻人中的领袖，在太子宫中受到特别的礼遇，后因为疾病在侍中任内去世，虚岁二十六，朝廷赠予本官，谥号温子。

## 其他
王训是一位佛教徒